# Longshenghe
Longshenghe (kinesiska: 隆盛合, 隆盛合镇) är en köping i Kina. Den ligger i den autonoma regionen Inre Mongoliet, i den norra delen av landet, omkring 400 kilometer väster om regionhuvudstaden Hohhot. Antalet invånare är 14388. Befolkningen består av 6 970 kvinnor och 7 418 män. Barn under 15 år utgör 11,0 %, vuxna 15-64 år 77 %, och äldre över 65 år 11,0 %.
Genomsnittlig årsnederbörd är 227 millimeter. Den regnigaste månaden är juni, med i genomsnitt 59 mm nederbörd, och den torraste är januari, med 1 mm nederbörd.